# Bagaudes

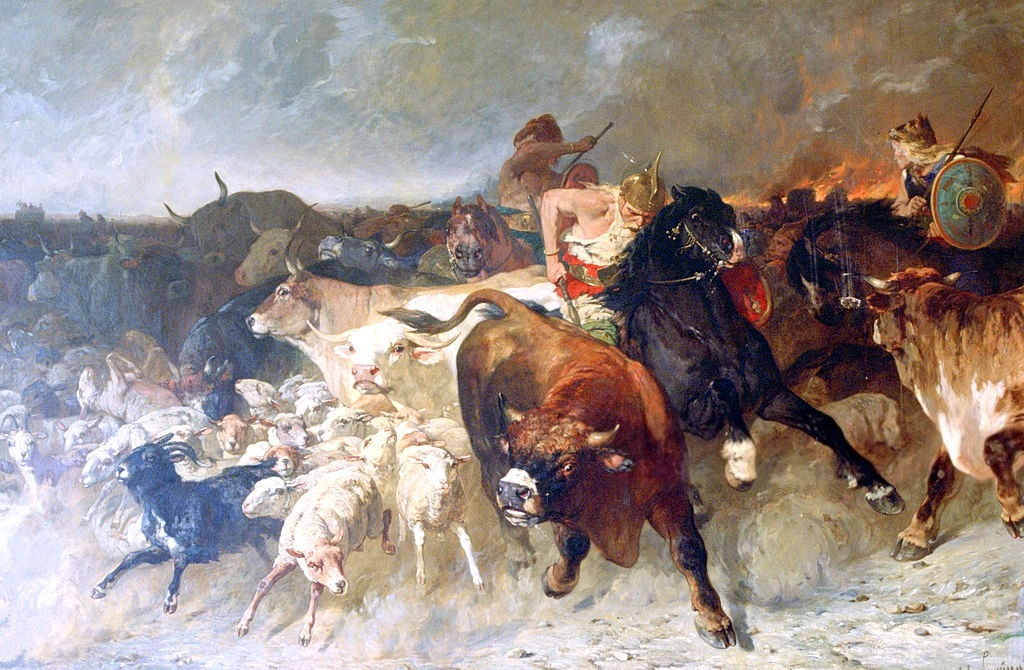
Pillards gaulois par Évariste-Vital Luminais. Musée de la société historique et archéologique de Langres.

Le terme « bagaudes » (en latin bagaudae ou bacaudae, en français nom masculin pluriel) désigne différents mouvements insurrectionnels discontinus de type jacquerie, constitués de bandes armées de paysans sans terre, d'esclaves, de soldats déserteurs ou de brigands, actives dans l'Empire romain tardif dans des régions périphériques de la Gaule à la fin du IIIe puis de la Gaule et de l'Hispanie au Ve siècle.
Le caractère très allusif et disparate des sources ne permet pas de donner une explication unique à ces divers troubles, qui ne semblent pas porter de revendication politique, sociale ou économique particulière. Néanmoins, parmi les raisons qui ont pu occasionner ces mouvements, le désir de se libérer de l'oppression de l'État romain et de ses représentants provinciaux en leur opposant une résistance armée est régulièrement évoqué.

## Étymologie
L'étymologie des mots latins bagaudæ et bacaudæ n'est pas fixée et son origine fait l'objet de diverses hypothèses dont la recherche contemporaine se fait l'écho, sans qu'aucune d'elles ne s'impose définitivement.
En se basant sur Aurelius Victor (IVe siècle) qui rapporte que le terme est appliqué par « les naturels du pays », la racine gauloise « bág » signifiant « combat » a été proposée, à laquelle a pu être ajouté un suffixe provenant d'un nom de tribu, bien qu'aucune occurrence d'un tel nom n'ait jamais été attestée dans l'histoire des peuples gaulois. Néanmoins, cette idée que bagaudae fasse référence à des « combattants » fait relativement consensus pour la recherche actuelle.
Mais une série d'autres propositions, qui oscillent de « l’ingénieux à l’étrange », n'en existent pas moins : une étymologie latine basée sur le terme « vagus » (« errant ») pourrait faire référence à une sorte de communauté itinérante voire de personnes déracinées par les guerres civiles et les migrations barbares de la période romaine plus tardive ; on a également fait le rapprochement avec la Legio V Alaudae (« Légion Alouettes ») levée par César, le suffixe -auda étant d'origine gauloise, voire avec les « bacchantes » romaines, mais aussi avec le terme armoricain bagat (« assemblée ») pour désigner une foule violente ou anarchique ou encore avec les Vargi cités par Sidoine Apollinaire (Ve siècle) pour désigner des bandits d'Auvergne...
On a encore pu suggérer une liaison avec le nom d'une région associée à des « bagaudes » ou avec la tribu mauritanienne des Baquates, voire un dérivé de l'hébreu boguedim (« rebelles ») et prêter au terme toutes sortes de significations : habitants de la forêt, montagnards, individus vivant sous des tentes, paysans obligés de payer de lourdes taxes, bandits...
Il a plus récemment été suggéré de remplacer la graphie bagaudae par bacaudae, cette dernière apparaissant dans les manuscrits dès le Ve siècle et dans les sources grecques, tandis que la première n'apparaît dans les manuscrits qu'à partir des IXe ou Xe siècles. Si cette hypothèse semble pertinente, elle ne résout cependant pas les enjeux étymologiques qui restent entiers pour cette alternative. Enfin, il est également possible que le terme dérive du nom d'un chef oublié du mouvement et, en tout état de cause, le nom personnel de « Bacauda » est attesté dans l'Italie ostrogothe et byzantine au  VIe siècle et dans l'Hispanie wisigothique au siècle suivant, porté par de hauts dignitaires civils et ecclésiastiques, témoignant probablement alors de la tradition savante et ecclésiastique médiévale qui transforme progressivement les bagaudes en héros chrétiens.

## Sources

### Bagaudes duIIIesiècle

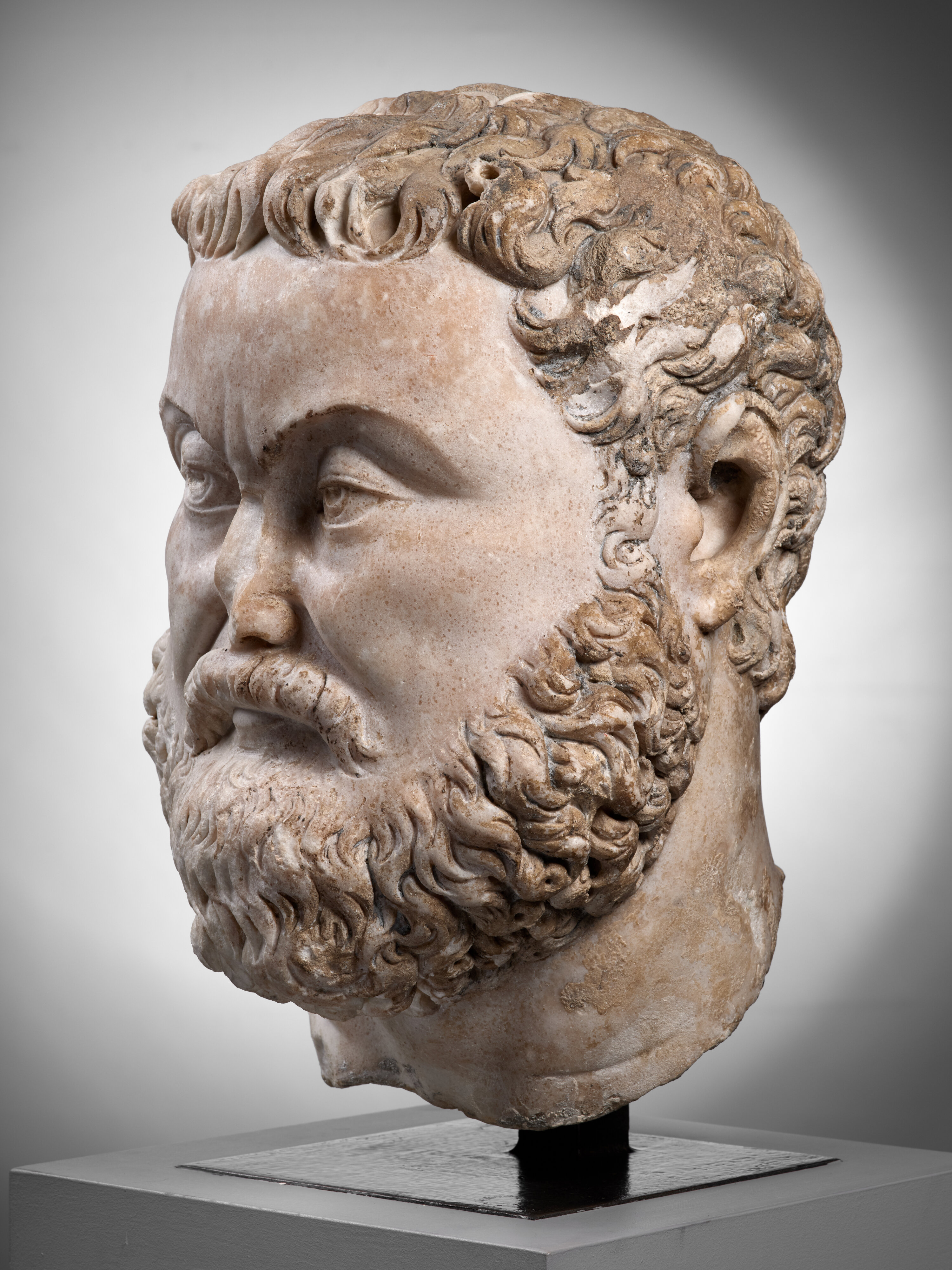
Tête en marbre de Maximin Hercule, vers 293, Musée Saint-Raymond.

Les deux sources principales attestant des rébellions de paysans gaulois à la fin du IIIe siècle proviennent de l'entourage de l'empereur Maximien Hercule à Trèves et bien que le mot n'y soit pas utilisé, la plus grande partie de l'historiographie assimile ces révoltés aux bagaudes. Il s'agit de deux auteurs contemporains des évènements à l'époque de Dioclétien : l'orateur Mamertin, qui mentionne ces évènements dans un éloge panégyrique déclamé le 21 avril 289 (Pan. II) et un autre prononcé le 21 juillet 291 (Pan. III), et d'un rhéteur anonyme, probablement disciple du précédent, auteur de Panégyriques en l'honneur de Maximien et Constantin, prononcé à Trêves à l'occasion des noces de Constantin et Fausta et suivant assez fidèlement le Pan. III.
Le nom des rebelles apparaît pour la première fois dans le Livre des Césars, un ouvrage d'Aurelius Victor, haut fonctionnaire travaillant dans la bureaucratie impériale, qui trace une série de 42 biographies impériales (d'Auguste à Constance II) rédigée vers 358-360 et qui constitue le premier des bréviaires du IVe siècle. Il semble qu'Aurelius Victor ait utilisé, pour l'époque de Dioclétien, une source relatant les événements d'Occident après 260, contemporaine de la révolte paysanne de 285, probablement une chronique impériale aujourd'hui perdue, un « Suétone augmenté » rédigé sous Dioclétien et poursuivi jusqu'à la mort de Constantin.
Le Livre des Césars est lui-même utilisé pour la rédaction au début du Ve siècle de l'anonyme Épitomé de Caesaribus mais surtout dès la fin du IVe siècle par l'historien latin Eutrope. Ce dernier, bureaucrate qui sert différents empereurs depuis Constance II jusqu'à Théodose, rédige vers 369-370 une Histoire romaine à la demande de Valens, œuvre dont il fait peu de doute qu'elle ait été rédigée avec Aurelius Victor sous les yeux, les quelques variantes avec ce dernier laissant penser qu'Eutrope utilise également la source perdue de ce dernier.
L'ouvrage d'Eutrope a une influence importante sur différents auteurs du Bas Empire grecs et latins qui reprennent le passage sur les bagaudes, au nombre desquels Paeanius, Jérôme de Stridon — influençant lui-même au fil des siècles certains de ses continuateurs comme l'auteur de la Chronica Gallica de 511 et celui de la Chronique de Frédégaire, le byzantin Jordanes ou encore les chroniqueurs médiévaux Hermann Contract ainsi que Marianus Scottus — puis Paul Orose. L'œuvre de ce dernier a une influence  considérable sur l'historiographie médiévale, inspirant notamment certains auteurs ecclésiastiques médiévaux qui christianisent les bagaudes avec le cycle hagiographique du martyr de la Légion Thébaine, développé dans la Passion de saint Maurice, la Vita sancti Baboleni ou encore au XIe siècle chez Sigebert de Gembloux.

### Bagaudes duVesiècle
Ce que l'on connait des bagaudes du Ve siècle provient essentiellement de l'œuvre de l'historien byzantin Zosime, fonctionnaire païen à la cour d'Anastase Ier, qui rédige son Histoire Nouvelle entre 507 et 518. Il est difficile d'établir la provenance des informations qu'il développe au sujet des bagaudes rassemblées dans son bref livre VI, assez confus et s'interrompant brusquement, mais il est vraisemblable qu'il ait utilisé  les travaux de l'historien païen du début du IVe siècle Olympiodore de Thèbes — dont on connait un résumé par Photius — qui semble lui-même avoir puisé dans ouvrage pamphlétaire antichrétien retraçant les années 305 à 410 de l'Empire, l'Histoire contre les chrétiens, aujourd'hui perdue, qui attribue la prise de Rome par les troupes wisigothes d'Alaric à la conversion des empereurs au christianisme.
On trouve l'évocation d'une société de paysans bandits de la région de la Loire, où le pouvoir impérial semble absent, dans un dialogue du Querolus sive Aulula, une comédie de mœurs et de situation décrivant la décadence de la société impériale au début du Ve siècle, dont l'auteur anonyme est contemporain des événements armoricains de l'époque, vraisemblablement proche de Rutilius Namatianus. Ce dernier, membre d'une influente famille sénatoriale païenne probablement originaire de la Gaule méridionale, exerce d'importantes fonctions préfectorales à Rome jusqu'en 414. Il compose un poème en vers élégiaques, De Redito Suo, dans lequel il relate son récent retour de Rome, décrivant la situation de la Gaule à l'époque de la reprise en main impériale consécutive aux invasions et usurpations ainsi qu'aux les agitations de la révolte armoricaine de 409.
Le prêtre marseillais Salvien compose son Gouvernement de Dieu vers 440, dans lequel il décrit, d'un point de vue chrétien, les invasions barbares et les événements politiques de l'État et de l'Église dont il est contemporain. Salvien, qui semble connaître les bagaudes du IIIe siècle, parle de leurs homologues de son époque de façon générale, ainsi que du soulèvement de Tibatto en 435-437, dans des passages caractérisés par une atypique indulgence envers les rebelles dont la révolte armée se justifie selon lui par la necessitas.
On trouve également des évocations du soulèvement armoricain de 437 et de sa répression dans les écrits de l'évêque gallo-romain Sidoine Apollinaire ainsi que dans la Chronica Gallica de 452, qui rapporte également la révolte menée par le médecin Eudoxius en 448. Les spécialistes estiment que la révolte mentionnée dans son Panégyrique d'Aetius par le poète chrétien d'origine franque Flavius Merobaudes, fait allusion aux bagaudes de 437 ou à une révolte ultérieure de 446. Dans ses Chroniques, l’évêque de Gallécie Hydace de Chaves fournit de nombreux éléments au sujet des bagaudes hispaniques mais ses formulations obscures laissent nombre de questions non débattues. Enfin, le prêtre Constance de Lyon compose vers 480 une Vie de Germain d'Auxerre, défenseur des bagaudes armoricains, qui a une influence décisive lors de la sanctification médiévale du mouvement.

## Développement

### Les bagaudes de 285-286

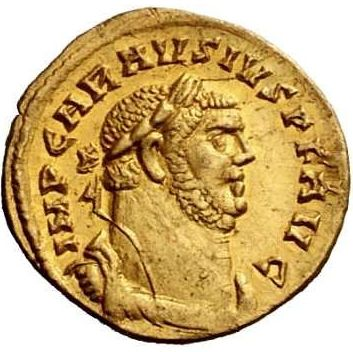
Aureus figurant Carausius, c. 287.

Pas plus la chronologie que la géographie des évènements ne sont mentionnées dans les sources et la recherche est amenée à procéder par hypothèses et déductions. Les premiers évènements identifiés au phénomène des bagaudes prennent place au cours des années 285 et 286 en Gaule vraisemblablement en Armorique, entre la Seine et la Loire mais aussi dans la région de Trèves. Le mouvement de rébellion est attesté par le Panégyrique de 291 qui, seul document contemporain des évènements, n'utilise cependant pas les termes de bagaudæ ou bacaudæ, évoquant plutôt les rebelles en termes associés à la campagne, tels que agricolae (« agriculteurs »), aratores (« laboureurs »), pastores (« bergers ») et autres rustici (« campagnards »), comparant leurs attaques de biens agricoles au comportement d'un hostem barbarum (« ennemi barbare »).
Aurelius Victor, qui écrit  dans la seconde moitié du IVe siècle, ainsi que plusieurs de ses suivants, dont Eutrope et Orose, détaillent davantage les évènements. Suivant leurs récits, la révolte éclate après le départ de l'empereur Carin pour l'Italie vers janvier 285 quand deux hommes, Aelianus et Amandus forment une armée de paysans (agrestes) et de voleurs (latrones) en Gaule — appelée « Bagaudes » par les locaux, par eux-mêmes ou par leurs chefs suivant les auteurs — et se livrent au pillage des champs et de villes — sans toutefois qu'aucune soit nommée ni que les assaillants aient voulu y prendre le pouvoir. Ces évènements poussent Dioclétien, devenu empereur le 20 novembre 284, à réagir en envoyant Maximien Hercule, dont il a fait son césar en juillet 285, afin de restaurer l'ordre avec l'aide de l'officier Carausius.
Maximien, au-delà de la pacification de la révolte paysanne, est en effet chargé d'assurer la défense de l'Occident contre les Germains ainsi que de prévenir le danger d'une nouvelle usurpation. Les sources s'accordent sur le fait que Maximien met rapidement les bagaudes en déroute, qu'une partie d'entre eux se rendent au césar victorieux tandis que la répression se prolonge encore quelques mois, jusqu'à la fin de l'automne ou jusqu'au début de l'hiver 285, dans  la mesure où l'on sait que Maximien est de retour à Milan le 10 février 286. Eutrope rapporte encore que juste après avoir vaincu les bagaudes, Maximien et Carausius mènent des opérations navales contre les Francs et les Saxons avant de se déplacer vers le Rhin pour contenir les incursions des Chaibones et des Hérules.
La première apparition des bagaudes dans les sources laisse ainsi l'impression qu'il s'agit de provinciaux de basse extraction originaires des campagnes gauloises, dirigés par deux individus dont les noms sont connus des auteurs, donc probablement notoires, sans pour autant que le mouvement de rébellion ne semblent avoir constitué une menace d'importance pour le pouvoir impérial, ainsi que semble en attester sa place modeste dans le Panégyrique à Maximien, probablement peu enclin à accorder de l'importance à un adversaire guère glorieux. Le mouvement de type bagaude va néanmoins connaître une résurgence attestée au début du Ve siècle.

### Soulèvements auVesiècle

#### En Gaule

Empire romain d'Occident vers 410 Es.

Entre 409 et 417, des soulèvements apparentés aux bagaudes sont signalés en bord de Loire puis en Loire inférieure, jusqu'à la côte Atlantique. Les bagaudes sont évoqués par Zosime dans le cadre des invasions germaniques en Gaule et en Espagne, à l'occasion de la tentative de restauration de la Gaule par l'usurpateur Constantin III face aux envahisseurs germains : celui-ci restaure les frontières du Rhin, combat les Suèves, les Vandales et les Alains qui depuis 407 déambulent en Gaule, et négocie la neutralité des Francs, des Burgondes et des Alamans.
C'est dans ce contexte que se nouent les interactions entre l'usurpateur et les bagaudes, dont ni la nature ni la localisation ne sont claires : Zosime rapporte que le général romain d'origine wisigothique Sarus, poursuivi par les troupes de Constantin après l'échec du siège de Valence, doit céder son butin de guerre à des bagaudes pour pouvoir franchir les Alpes en vers l'Italie vers 407 ou 408 ; à la suite de quoi, l'usurpateur rassemble son armée et fortifie les Alpes cottiennes, pennines et maritimes pour faciliter son accès à l'Italie et marcher contre l'empereur Flavius Honorius.
Ainsi, on ne sait si le rançonnement de Sarus par les bagaudes est le fruit d'une alliance effective avec Constantin ou si ce dernier a maté et contrôlé les bagaudes alpins dans le cadre de sa politique de restauration. Dans le cas contraire, les ces derniers ont du rester actifs jusqu'à la pacification de la Gaule en 417 par le magister militum et futur empereur Constance. Cet épisode a parfois été considéré comme un signe d'une certaine puissance militaire des bagaudes, capables de menacer une armée romaine, mais cet épisode reste isolé dans les sources et il peut s'être agi plus simplement d'un cas de banditisme traditionnel des populations alpines peu romanisées.
Les mentions dans les sources du soulèvement armoricain vers 414-417 ainsi que d'une révolte d'esclaves dans la cité aquitaine de Bazas en 414 ont amené certains chercheurs à considérer l'Armorique et l'ouest de la Gaule comme d'importants foyers de bagaudes mais aucune source écrite ne relie explicitement les deux phénomènes ; l'insurrection qui prend place à Bazas — au cours de laquelle des esclaves et affranchis massacrent les élites locales durant le siège de la ville par les Wisigoths — semble même difficile à assimiler aux bagaudes. A contrario, les spécialistes s'accordent généralement pour voir des bagaudes dans la société de bandits paysans aux usages juridiques primitifs établie dans la vallée de la Loire que décrit le Querolus, bien que la pièce ne fasse pas davantage explicitement référence aux bagaudes.

#### Tibatto et Eudoxius
Peu après cette date, une révolte de bagaudes est réprimée en Espagne et dans le nord de l'Aquitaine par les Wisigoths, sur ordre des autorités romaines. Une nouvelle révolte éclate en 435, dirigée par un certain Tibatto qui livre la Gaule méridionale à l'anarchie avant d'être vaincu et fait prisonnier en 437. La date de son exécution, parfois évoquée à la suite de cette défaite, n'est pas assurée et il est possible qu'il ait trouvé la mort après avoir conduit une nouvelle révolte en juillet 446, probablement réprimée par les Alains dirigés par Goar. 
Il est toutefois possible que les auteurs antiques aient erronément assimilé[pas clair] cette nouvelle révolte qui prend place à la fin des années 440. Cette dernière guerre sociale de Gaule ultérieure embrase particulièrement en Gaule du centre et de l'ouest, sous la direction d'un médecin (arte medicus) du nom d'Eudoxius, un homme agile mais au mauvais esprit qui, après sa défaite en 448, trouve asile auprès d'Attila dont il devient le conseiller, contribuant peut-être à lui faire faire mouvement vers l'Ouest. La répression des bagaudes est très dure, voire définitive dans la mesure où les sources ne mentionnent plus de bagaudes en Armorique ou en Gaule ultérieure après 450.

#### En Hispanie
Les bagaudes se prolongent encore en Espagne et en Tarraconaise mais les Chroniques d'Hydace sont les seules sources à évoquer les bagaudes d'Hispanie qu'elles citent explicitement, liés à différents évènements. Hydace évoque premièrement un important massacre de bagaudes en Tarraconaise par le comte Asturius en 441 puis celui, deux ans plus tard, perpétré par son successeur Mérobaud à l'encontre de bagaudes venus de l'ouest de Pampelune. Quelques années plus tard, un important mouvement de bagaudes dirigés par un certain Basilius s'attaque en 449 à Tarazona où ils massacrent des fédérés goths alliés de Rome réfugiés dans la cathédrale ainsi que l'évêque du lieu, León. Ils s'allient ensuite au roi suève Rechiaire pour dévaster les environs de Caesaraugusta (Saragosse) et d'Ilerda (Lérida) qu'ils prennent par traitrise, y capturant un grand nombre de citoyens.
La dernière mention des bagaudes dans les sources remonte à 453-454, lorsque, sur demande de l'empereur Valentinien III, le nouveau roi wisigoth Théodoric II dépêche en Tarraconaise un contingent dirigé par son frère Frédéric pour mater leur révolte. En effet, le pouvoir romain n'a pas de troupes dans la région et autorise les fédérés wisigoths à traverser les Pyrénées vers la vallée de l'Èbre au départ de Toulouse pour intervenir ex auctoritate romana mais sans commandement romain : les troupes de Frédéric anéantissent définitivement les bagaudes, dont le nom n'est plus évoqué par la suite, avant de battre les Suèves, de s'emparer de Braga puis de liquider Rechiaire en 456. Si les sources font encore mention de la résistance des populations astures et vascones contre le nouveau pouvoir wisigothique, il n'est plus jamais question de guerre de bagaudes.

## Postérité

### La légende de Saint-Maur-des-Fossés
Un texte ecclésiastique du XIe siècle mentionne un retranchement des bagaudes dans la localité de Saint-Maur-des-Fossés (Val-de-Marne), sur les bords de la Marne près de Paris, au lieu Bagaudarum castrum. Une porte de Paris dans la direction de Saint-Maur-des-Fossés aurait reçu, en mémoire des Bagaudes, le nom de porta Bugaudarum puis, par abréviation, porta Bauda. Un boulevard des Bagaudes existe dans la commune de Saint-Maur-des-Fossés ; la plaque porte la curieuse mention « peuplade gauloise ». Cependant, ce n'est qu'au XIVe ou au XVe siècle que ce texte a été ajouté au manuscrit du XIe siècle sur la vie de saint Babolin, premier abbé de Saint-Maur au VIIe siècle,.